# بيار رابحي
بيار رابحي (ولد سنة 1938وتوفي سنة 2021) مخترع وعالم زراعة وفيلسوف فرنسي من أصول جزائرية ولد سنة 1938 في القنادسة ولاية بشار لعائلة مزارعة فقيرة قبل أن تتبناه عائلة فرنسية كاثوليكية استقر في باريس منذ سنة 1954 في بداية الثورة التحريرية بعدها عمل في التمريض وفي بنك محلي فرنسي.

## حياته الشخصية
تحول إلى المسيحية بعد أن ولد مسلما وذلك بتأثير من متبنيه قبل أن ينقلب على الأديان و يعلن إلحاده.

## أعماله ونشاطاته
اخترع الكثير من الأجهزة المفيدة للزراعيين والفلاحية ونشط في محاربة التصحر وتحسين الطرق الزراعية والزراعة العضوية والبيولوجية وله العديد من المؤلفات والرسائل والبحوث الجامعية والتقريرات، كما كان عضواً في الكثير من مراكز ومعاهد البحث.

## جوائز وتكريمات
تم تكريمه في العديد من دول العالم وحصل على الكثير من الجوائز والأوسمة من فرنسا وأمريكا وكندا والدول الأوروبية واليابان على نشاطاته واختراعاته.